# بیلی مور (بوکسور)

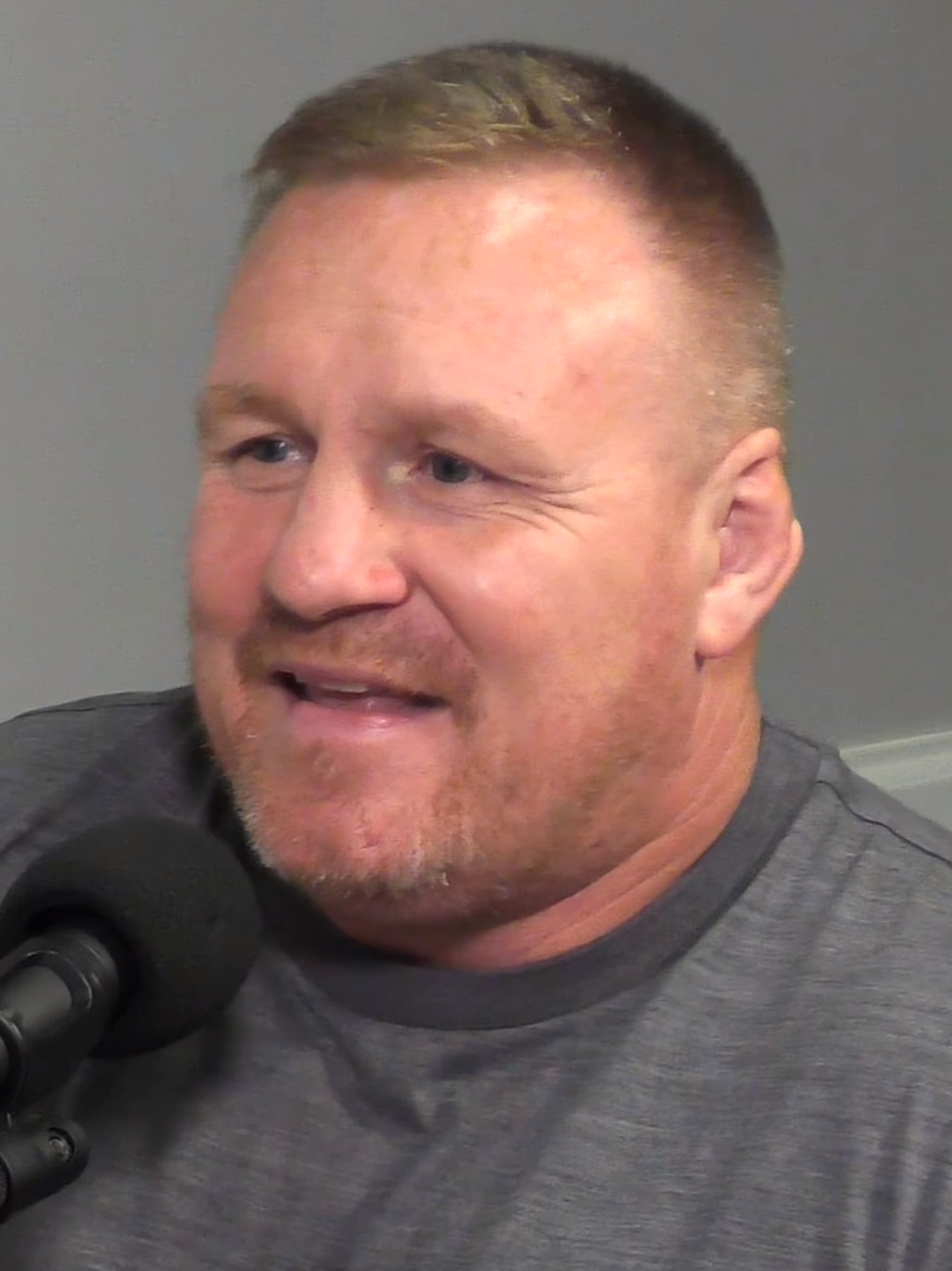
بیلی مور، بوکسور بازنشسته موای تای - ۲۰۲۱

بیلی مور (به انگلیسی: Billy Moore) یک بوکسور بازنشسته موای تای انگلیسی است که در تایلند فعالیت داشت.

## زندگی
وی پس از محکومیت به جرم مرتبط با مواد مخدر، در زندان مرکزی چیانگ مای زندانی شد و بعداً به زندان مرکزی بدنام کلونگ پرم در بانکوک تایلند منتقل شد. وی در سال ۲۰۱۰ به بریتانیا مهاجرت معکوس داشت. بیلی مور بهبود خود را مدیون زندانیان خارج از کشور و معتادان گمنام است. مور در حال حاضر در لیورپول، انگلیس زندگی می‌کند.

## در فرهنگ عامه
فیلم سینمایی نیایش قبل از سپیده‌دم بر اساس زندگی مور در زندان ساخته شده‌است.